# Liste des sites classés et inscrits de la Côte-d'Or

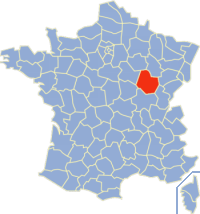
Le département de la Côte-d'Or en rouge sur la carte

La liste des sites classés de la Côte-d'Or présente les sites naturels classés du département de la Côte-d'Or.

## Liste
Les critères sur lesquels les sites ont été sélectionnés sont désignés par des lettres, comme suit :
- TC : Tout critère
- A : Artistique
- P : Pittoresque
- S : Scientifique
- H : Historique
- L : Légendaire

| Commune | Site classé | Description | Date du classement          | Critère de classement | Géolocalisation | Superficie(ha) | Autres labels | Illustration |
| --- | --- | --- | --------------------------- | --------------------- | --------------- | -------------- | ------------- | ------------ |
| Alise-Sainte-Reine | Le site du Mont Auxois | | arrêté du 28 juillet 1933   | TC                    |                 |                |               |              |
| Alise-Sainte-Reine, Bussy-le-Grand, Darcey, Flavigny-sur-Ozerain, Grésigny-Sainte-Reine, Grignon, Ménétreux-le-Pitois, Mussy-la-Fosse, Pouillenay, Venarey-les-Laumes | Le site d'Alésia | | décret du 15 février 1985   | H, S et P             |                 |                |               |              |
| Arcenant | Le puits de Groseille (galeries et gouffres) ainsi que les terrains avoisinants l'entrée de ce puits | | arrêté du 5 septembre 1938  | TC                    |                 |                |               |              |
| Arcenant | Le Trou du Duc avec le sentier qui y conduit et une bande de terrain de 20 mètres de large de part et d'autre de ce sentier entre le chemin de grande communication n° 25 et l'entrée de cette grotte                                                                         | | arrêté du 5 septembre 1938  | TC                    |                 |                |               |              |
| Arnay-le-Duc | La promenade de l'Arquebuse | | décret du 25 mai 1937       | TC                    |                 |                |               |              |
| Auxey-Duresses, Beaune, Chassagne-Montrachet, Corpeau, Meursault, Monthelie, Pommard, Puligny-Montrachet, Saint-Aubin, Santenay, Volnay                               | L'ensemble formé par la côte méridionale de Beaune | | décret du 17 avril 1992     | H et P                |                 |                |               |              |
| Baulme-la-Roche | Le site comprenant la grotte, la source La Dhuys, les bois qui l'entourent et le banc du rocher qui la surplombe | | arrêté du 20 février 1932   | TC                    |                 |                |               |              |
| Beaune | La promenade des Buttes située en bordure du boulevard Foch | | arrêté du 20 octobre 1937   | TC                    |                 |                |               |              |
| Beaune | Le marronnier sis à l'entrée du rond-point de la source de l'Aigue | | arrêté du 17 août 1938      | TC                    |                 |                |               |              |
| Beaune | Le parc de la Bouzaize appartenant à la commune | | arrêté du 18 juillet 1949   | P                     |                 |                |               |              |
| Beaune | Le platane existant sur le rempart de l'Hôtel-Dieu | | arrêté du 8 mars 1938       | TC                    |                 |                |               |              |
| Beaune | Le site de l'abreuvoir Bretonnière ou Creux du cheval | | décret du 6 février 1934    | TC                    |                 |                |               |              |
| Beaune | Le vieux chêne situé dans la propriété des époux Floquet, à la ferme de Baptault, Montagne de Beaune | | arrêté du 24 mars 1941      | TC                    |                 |                |               |              |
| Beaune | Les six platanes situés boulevard du Maréchal-Foch le long de la propriété Montroy | | arrêté du 17 août 1938      | TC                    |                 |                |               |              |
| Bèze | La source jaillissante et la promenade plantée d'arbres qui longe la rivière | | arrêté du 4 janvier 1932    | TC                    |                 |                |               |              |
| Bouilland | Le trou de la Grande Dore et ses abords | | arrêté du 18 avril 1939     | TC                    |                 |                |               |              |
| Brochon | L'ensemble de la combe de Brochon et des falaises qui la limitent ainsi que la mare et la fontaine intermittente | | arrêté du 8 janvier 1943    | TC                    |                 |                |               |              |
| La Bussière-sur-Ouche | Hêtre en bordure du chemin de La Bussière à Saint-Jean-de-Bœuf, dans la propriété du docteur Morlot | | arrêté du 8 janvier 1931    |                       |                 |                |               |              |
| Chambolle-Musigny | La combe de Chambolle-Musigny figurant au plan cadastral dans la section A dite La Montagne, de part et d'autre du Chemin de Chambolle à Curley | | arrêté du 16 mars 1934      | TC                    |                 |                |               |              |
| Charigny | Le marronnier situé près du mur nord de l'église | | arrêté du 27 mai 1924       | TC                    |                 |                |               |              |
| Chatillon-sur-Seine | La source de la Douix | | arrêté du 24 octobre 1931   | TC                    |                 |                |               |              |
| Cormot-le-Grand, La Rochepot, Vauchignon | L'ensemble constitué par le cirque du Bout du Monde et ses abords | | décret du 12 octobre 1994   | S et P                |                 |                |               |              |
| Couchey, Marsannay-la-Côte | La Combe Pévenelle | | arrêté du 12 juin 1944      | TC                    |                 |                |               |              |
| Créancey | Les roches de Beaume, avec les terrains s'étendant à 60 mètres au pied de ces rochers et à 15 mètres au-dessus de la crête, appartenant à la commune | | arrêté du 24 mars 1941      | TC                    |                 |                |               |              |
| Darcey | Les sources, la gorge et la grotte de la Douix | | arrêté du 16 mars 1936      | TC                    |                 |                |               |              |
| Darois, Etaules, Hauteville-lès-Dijon, Messigny-et-Vantoux, Prenois, Pasques, Panges, Saint-Martin-du-Mont, Val-Suzon                                                 | L'ensemble formé par le site du Val-Suzon | | décret du 28 juillet 1989   | P                     |                 |                |               |              |
| Dijon | L'allée du Parc | | arrêté du 3 juin 1938       | TC                    |                 |                |               |              |
| Dijon | Le site de la Fontaine Sainte-Anne, à la Montagne de Larrey | | arrêté du 12 août 1936      | TC                    |                 |                |               |              |
| Etalante | La source de la Coquille, située dans la propriété de M. Ballu | | arrêté du 13 août 1932      | TC                    |                 |                |               |              |
| Fixin | Le parc Noisot | | arrêté du 8 août 1931       | TC                    |                 |                |               |              |
| Fontaine-lès-Dijon | Le site dit Le Berceau de Saint-Bernard et les arbres qui l'entourent | | arrêté du 27 mars 1928      | TC                    |                 |                |               |              |
| Genlis | La propriété dite Propriété Ponsot | | arrêté du 1 mars 1965       | P                     |                 |                |               |              |
| Gevrey-Chambertin | La Combe de Lavaux située dans la forêt communale de Gevrey-Chambertin | | arrêté du 16 juin 1936      | TC                    |                 |                |               |              |
| La Rochepot, Santenay | L'ensemble formé par la montagne des Trois Croix | | décret du 30 juin 1993      | H et P                |                 |                |               |              |
| Lantenay | La crête de la combe d'Arvaux et son ensemble de rochers limitée par une ligne parallèle à cette crête à 26 m en arr. du parement des rochers sur 250 m de long de chaque côté de l'axe de la Roche Vivante, et le fond de la combe sur une prof. de 25 m en avant de la R.V. | La crête de la combe d'Arvaux et son ensemble de rochers limitée par une ligne parallèle à cette crête à 26 m en arr. du parement des rochers sur 250 m de long de chaque côté de l'axe de la Roche Vivante, et le fond de la combe sur une prof. de 25 m en avant de la R.V. | arrêté du 29 mars 1939      | TC                    |                 |                |               |              |
| Licey-sur-Vingeanne | L'arbre situé sur la place publique | | arrêté du 8 septembre 1936  | TC                    |                 |                |               |              |
| Lusigny-sur-Ouche | L'ensemble formé par le château et son parc | | arrêté du 31 décembre 1942  | TC                    |                 |                |               |              |
| Magny-lès-Aubigny | Le tilleul dit de Sully | | arrêté du 1 mai 1923        | TC                    |                 |                |               |              |
| Marmagne, Touillon, Fain-les-Montbard | Le site du vallon de Fontenay | | décret du 25 avril 1989     | H et P                |                 |                |               |              |
| Montbard | Le parc de Buffon | | arrêté du 16 mars 1934      | TC                    |                 |                |               |              |
| Montbard | L'ensemble formé par le site de l'Arquebuse | | arrêté du 23 novembre 1966  | P                     |                 |                |               |              |
| Mont-Saint-Jean | Le cimetière et son chemin d'accès avec ses murs et sa porte en arcade, ainsi que le chemin d'accès au château et à l'église | | arrêté du 12 septembre 1938 | TC                    |                 |                |               |              |
| Mont-Saint-Jean | Les deux promenades qui s'étendent le long des remparts du château de Mont-Saint-Jean sur l'emplacement d'une partie des anciens remparts et dénommés Promenade de derrière les murs au nord et Promenade sur les fossés au sud                                               | | arrêté du 7 juillet 1936    | TC                    |                 |                |               |              |
| Nuits-Saint-Georges | Les parcelles de terrain faisant partie du site de la Serrée | | arrêté du 4 juillet 1934    | TC                    |                 |                |               |              |
| Pasques | Abîme de Creux-Percé et ses abords (parcelles n° 24, section ZB du cadastre) | | arrêté du 24 février 1943   | TC                    |                 |                |               |              |
| Planay | Le tilleul de Sully situé sur la place communale | | arrêté du 18 janvier 1935   | TC                    |                 |                |               |              |
| Poncey-sur-l'Ignon, Saint-Seine-l'Abbaye | Les sources de la Seine et leurs abords | | arrêté du 12 mars 1936      | TC                    |                 |                |               |              |
| Pont-et-Massène | La Roche des Fées ou Poron qui danse sise à Pont-et-Massène au lieu-dit Sur les Foulons | | arrêté du 29 mars 1939      | TC                    |                 |                |               |              |
| Quemigny-sur-Seine | Les cascades de la Roche et la partie adjacente de la rivière le Douix | | arrêté du 26 mars 1941      | TC                    |                 |                |               |              |
| Saint-Romain | Le demi-cirque comprenant les falaises, et le chemin du Verger | | arrêté du 29 janvier 1934   | TC                    |                 |                |               |              |
| Saulieu | Promenade Jean-Macé, église Saint-Saturnin et vieux cimetière qui l'entoure, parcelles n° 119 à 121, section AK du cadastre | | arrêté du 4 juillet 1934    |                       |                 |                |               |              |
| Savigny-lès-Beaune | Les deux avenues accédant au château de Savigny-les-Beaune, situées extérieurement au Parc, l'une à l'est, l'autre à l'ouest | | arrêté du 7 octobre 1931    | TC                    |                 |                |               |              |
| Semur-en-Auxois | La promenade du rempart avec le mur de soutènement | | arrêté du 18 janvier 1939   | TC                    |                 |                |               |              |
| Semur-en-Auxois | Les terrains bordant l'Armençon et les immeubles des rues Bords de l'Armençon, du Pont-Joly, des Vaux et du Château | | arrêté du 22 novembre 1938  | TC                    |                 |                |               |              |
| Talant | L'esplanade de Talant | | arrêté du 3 juin 1932       | TC                    |                 |                |               |              |
| Vauchignon | Grotte de la Tournée et cascade de Cul-de-Menevault | | arrêté du 3 juin 1932       |                       |                 |                |               |              |
| Villers-Rotin | Le tilleul dit Le Sully sur la place de l'église | | arrêté du 10 février 1919   | TC                    |                 |                |               |              |